# Distretto di Ámbar
Il distretto di Ámbar è uno dei dodici distretti della provincia di Huaura, in Perù. Si trova nella regione di Lima e si estende su una superficie di 919,4 chilometri quadrati.
Ha per capitale la città di Ámbar.